# Liên minh Kinh tế Á Âu
Liên minh Kinh tế Á Âu (tiếng Anh: Eurasian Economic Union, viết tắt EAEU hoặc EEU) là một liên minh kinh tế đã chính thức hoạt động vào đầu năm 2015 giữa các quốc gia Armenia, Belarus, Kazakhstan, Nga, và Kyrgyzstan (tháng 5 năm 2015), những nước trước đó thuộc Liên Xô cũ. Liên minh giữa các nước trước đó có tên là Cộng đồng kinh tế Âu Á.
Liên minh Âu Á có một thị trường chung cho 176 triệu người với Tổng sản phẩm nội địa tính theo PPP trên 4 ngàn tỷ USD nhưng theo GDP chỉ vỏn vẹn 1.800 tỷ USD, chưa bằng 1/10 con số 18.700 tỷ USD của Liên minh châu Âu. EEU sẽ cho tự do luân chuyển hàng hóa, tư bản, dịch vụ và định cư và sẽ cung cấp hệ thống chuyên chở chung, chung một chính sách về nông nghiệp và năng lượng cũng như trong tương lai tiền tệ chung.

## Tiến trình thành lập

### Đề xuất
Sau khi kết thúc chiến tranh Lạnh và sự sụp đổ của Liên Xô, Nga và các nước cộng hòa Trung Á đối mặt với việc nền kinh tế đang khủng hoảng trầm trọng và sự sụt giảm tăng trưởng GDP. Tiến trình thành lập liên minh đã bắt đầu ngay sau khi Liên Xô sụp đổ bằng việc liên kết các nền kinh tế thông qua Cộng đồng Kinh tế Á Âu vào tháng 12 năm 1991 bởi tổng thống của Belarus, Kazakhstan và Nga.
Năm 1994, trong bài diễn văn tại Đại học Quốc gia Moskva, tổng thống Kazakhstan, Nursultan Nazarbayev đã nêu ra ý tưởng về việc thành lập một khu vưc mậu dịch tự do để kết nối và giúp tăng trưởng nền kinh tế giữa châu Âu và Đông Á. Nó nhanh chóng được xem là một cách để thúc đẩy thương mại, thu hút đầu tư và tạo ra đối trọng với liên minh kinh tế của phương Tây.

### Các hiệp định thành lập (những năm 1990)

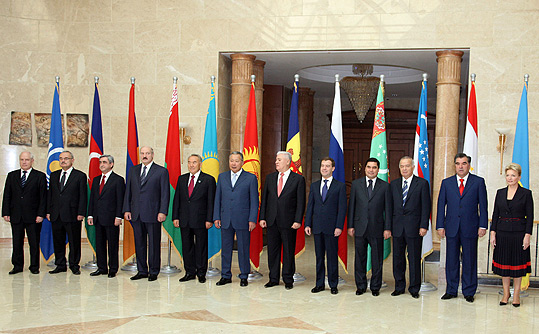
Cuộc họp của các nhà lãnh đạo của Cộng đồng các quốc gia độc lập (CIS) ở thủ đô Bishkek, 2008, ghi dấu ấn khởi đầu cho quá trình tiến tới thành lập Liên minh Kinh tế Á-Âu.

Năm 1995, Belarus, Kazakhstan, Nga và sau đó có thêm Kyrgyzstan và Tajikistan dã ký vào thỏa thuận đầu tiên để thành lập Liên minh thuế quan. Mục tiêu là dần dần mở cửa đường biên giới mà không cần kiểm tra hộ chiếu của công dân các nước thành viên.
Năm 1996, Belarus, Kazakhstan, Nga và Kyrgyzstan đã ký hiệp định về tăng cường hội nhập trong các lĩnh vực kinh tế và nhân đạo để thống nhất nền kinh tế giữa các nước và cho phép tạo ra một thị trường chung cho hàng hóa, thiết bị, vốn, lao động, và phát triển giao thông vận tải, năng lượng và hệ thống thông tin liên lạc.
Năm 1999, Belarus, Kazakhstan, Nga, Kyrgyzstan và Tajikistan đã ký hiệp định về Liên minh Thuế quan và Không gian kinh tế thống nhất vì các mục tiêu và các chính sách mà các quốc gia đang theo đuổi để hình thành nên Liên Minh Thuế quan Á Âu và Không gian Kinh tế thống nhất.

### Cộng đồng Kinh tế Á Âu (2000)
Để tiến xa hơn trong việc liên kết và hợp tác kinh tế, năm 2000 Belarus, Kazakhstan, Nga, Kyrgyzstan và Tajikistan đã thành lập Cộng đồng Kinh tế Á Âu (EurAsEC), Uzbekistan đã tham gia vào năm 2006. Mục tiêu nhằm thành lập một thị trường chung thống nhất cho tát cả các nước thành viên. Cộng đồng Kinh tế Á Âu dựa trên khuôn mẫu là Cộng đồng Kinh tế châu Âu. Quy mô dân số của hai cộng đồng này lần lượt là 171 triệu dân và 169 triệu dân. 2003 chứng kiến hiệp định thứ 2 về Không gian Kinh tế thống nhất được ký bởi Belarus, Kazakhstan và Nga. Đây là nền tảng để tiếp tục hoàn thành tiến trình hội nhập tiến tới thành lập một thị trường chung thống nhất. Năm 2006 tiến trình tiến thêm một bước nữa khi Liên minh Thuế quan Á Âu được thành lập.

### Liên minh thuế quan và thị trường chung (2010–2012)
Được thành lập vào ngày 1 tháng 1 năm 2010 như là một liên minh thuế quan giữa Belarus, Kazakhstan, và Nga (tiếng Nga: Таможенный союз Белоруссии, Казахстана и России). Liên minh ban đầu gồm Belarus, Kazakhstan, và Nga, và kết nạp thêm Armenia và Kyrgyzstan từ ngày 1 tháng 1 năm 2015.

### Liên minh Kinh tế Á Âu
Liên minh Kinh tế Á Âu chính thức ra đời ngày 29-5-2014 với 5 thành viên sáng lập là Liên bang Nga, Belarus, Kazakhstan, Armenia và Kyrgyzstan. Lễ ký kết Hiệp ước về Liên minh Kinh tế Á-Âu tổ chức Astana, Kazakhstan ngày 29 tháng 5 năm 2014. Tổ chức này ra đời trên cơ sở hợp nhất hai tổ chức tiền thân là Cộng đồng Kinh tế Á Âu và Liên minh Thuế quan Á Âu.

## Ký kết
Ngày 29 tháng 5 năm 2014, Nga, Belarus và Kazakhstan đã ký kết hiệp ước thành lập Liên minh kinh tế Á Âu theo khuôn mẫu của EU, mà có hiệu quả từ ngày 01.01.2015. Hiệp ước này mở rộng quan hệ kinh tế mà 3 nước này đã có, một Liên minh Thuế quan từ năm 2010. Kiểm soát biên giới sẽ được hủy bỏ, ngoài ra họ dự định sẽ dùng chung một loại tiền tệ. 

Armenia và Kyrgyzstan cũng dự định tham gia. Tuy nhiên Armenia chỉ tuyên bố dự định này sau khi Nga dọa sẽ tăng giá khí đốt và sẽ bán vũ khí cho nước thù địch là Azerbaijan, sau đó đã ký vào tháng 10 năm 2014. Còn Kyrgyzstan tham dự vào tháng 5 năm 2015

## Mục tiêu
- 2007: Bắt đầu tiến trình thống nhất kinh tế khu vực.
- 01 tháng 1 năm 2015, Hiệp ước có hiệu lực. Bắt đầu thực hiện trao đổi hàng hóa, dòng vốn, dịch vụ và lao động
  - Bắt đầu thực hiện sự tự do lựa chọn đào tạo và nơi làm việc
  - Triển khai việc điều phối chung trong các lĩnh vực như năng lượng, công nghiệp, nông nghiệp và giao thông vận tải
- 01 Tháng 1 năm 2016:
  - Thị trường chung mở cửa cho dược phẩm và thiết bị y tế
- 2019:
  - Thống nhất thị trường năng lượng thông thường.
- 2025:
  - Thống nhất thị trường dầu mỏ và khí đốt.
  - Hoàn thành việc kiến tạo các điều kiện cho thị trường tài chính duy nhất.
  - Thiết lập liên minh tiền tệ và thực hiện đồng tiền chung.

## Địa lý

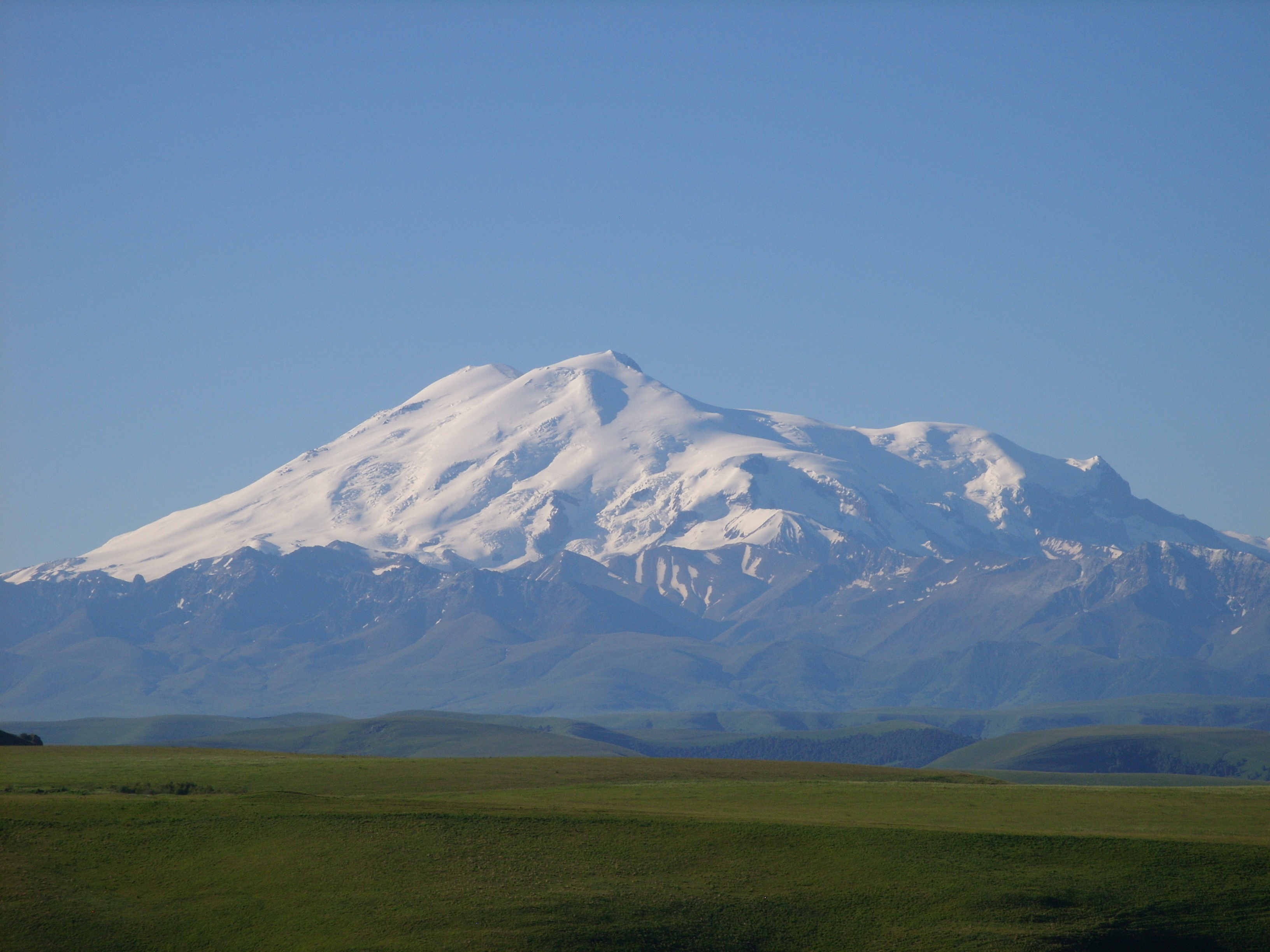
Núi Elbrus - Nga
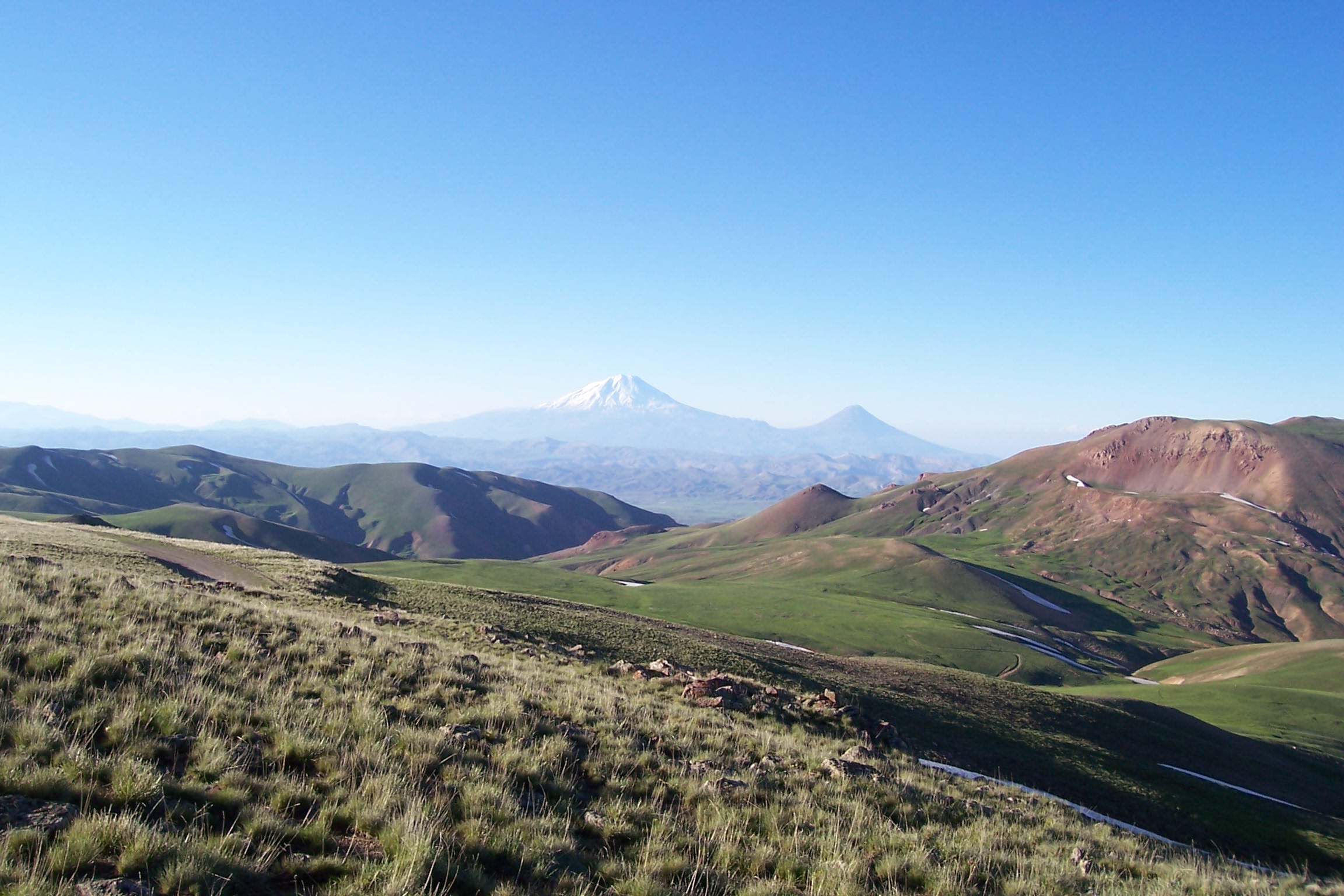
Mountain Range - Armenian Highlands
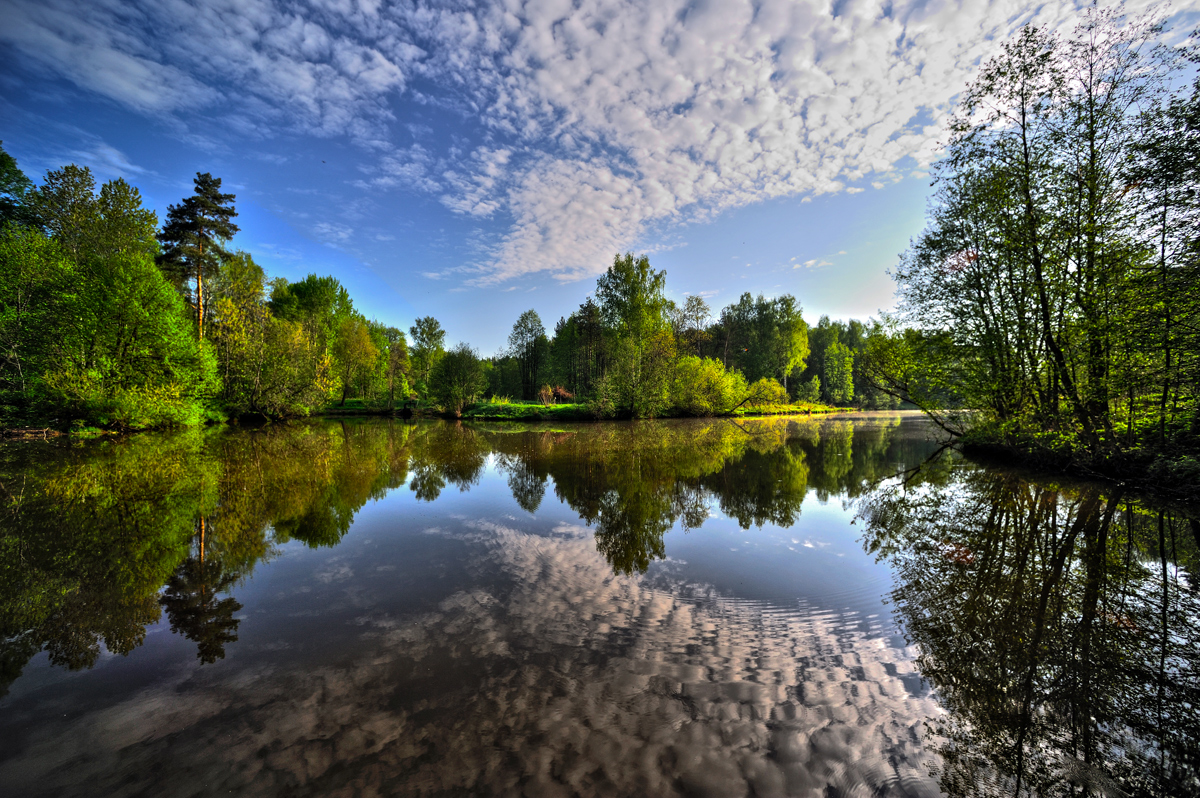
Lama River - in the Moscow region of Russia
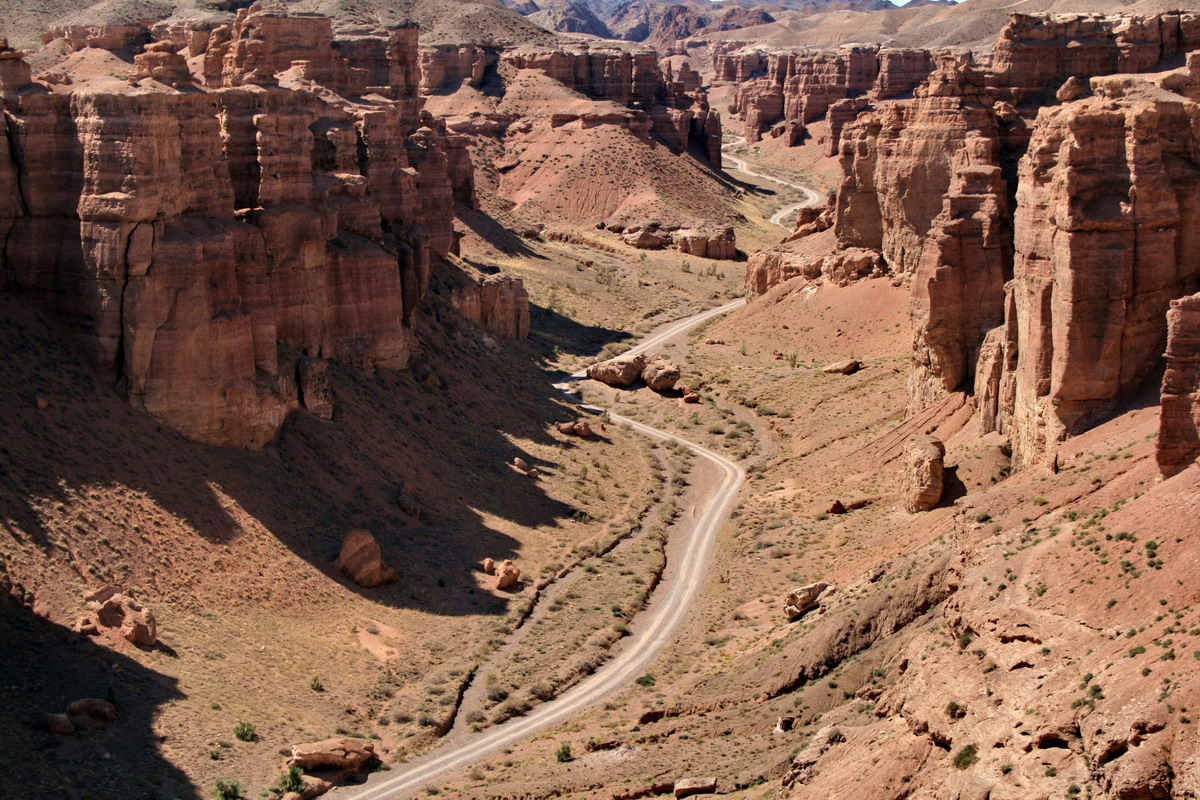
Sharyn Canyon - Kazakhstan
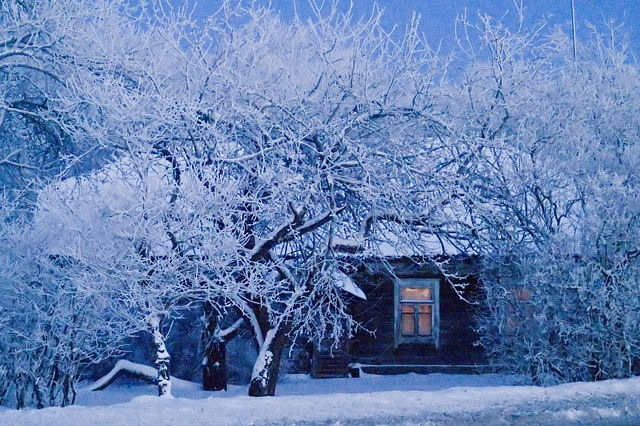
Winter - Belarus
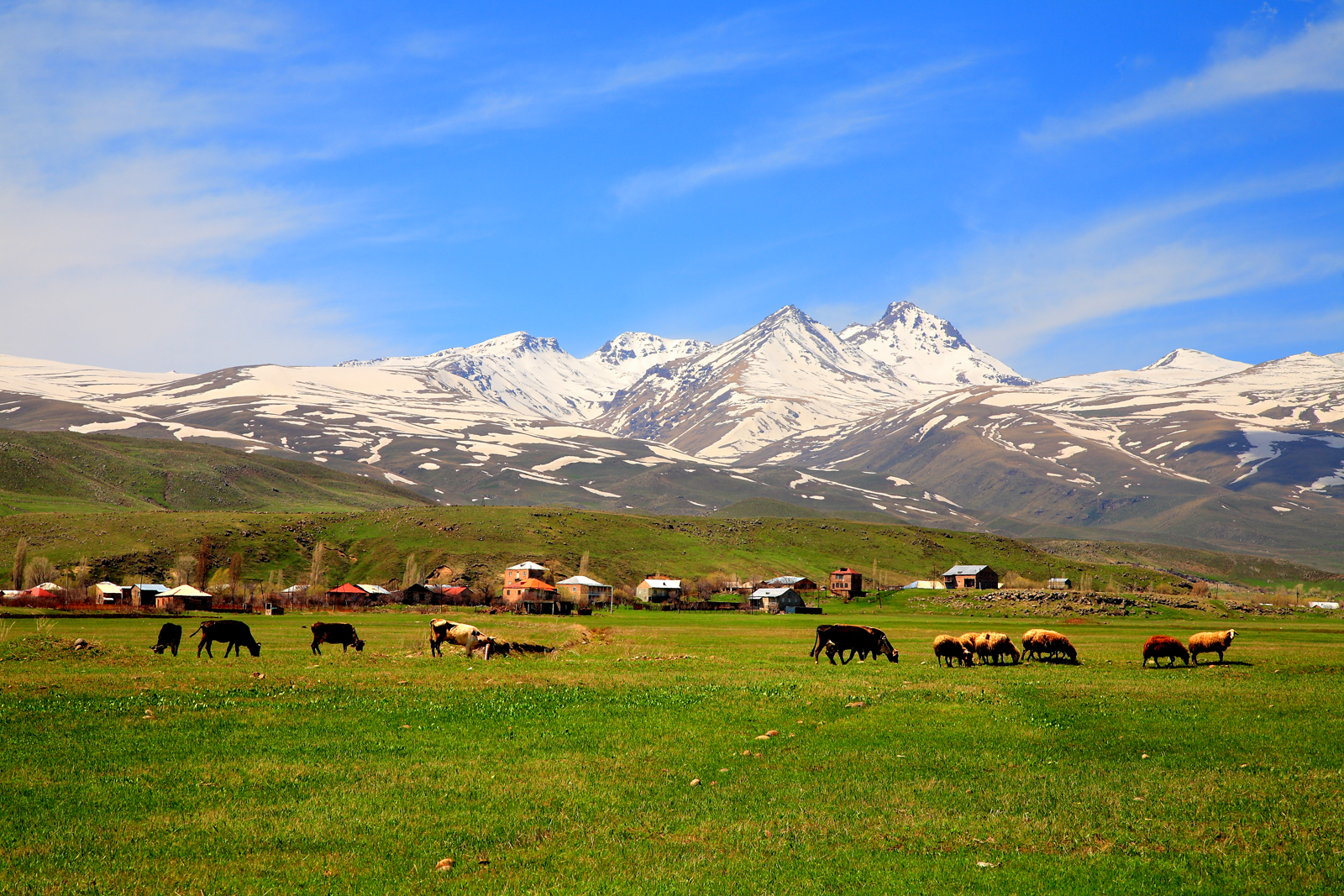
A view of Mount Aragats from Aragatsotn - Armenia
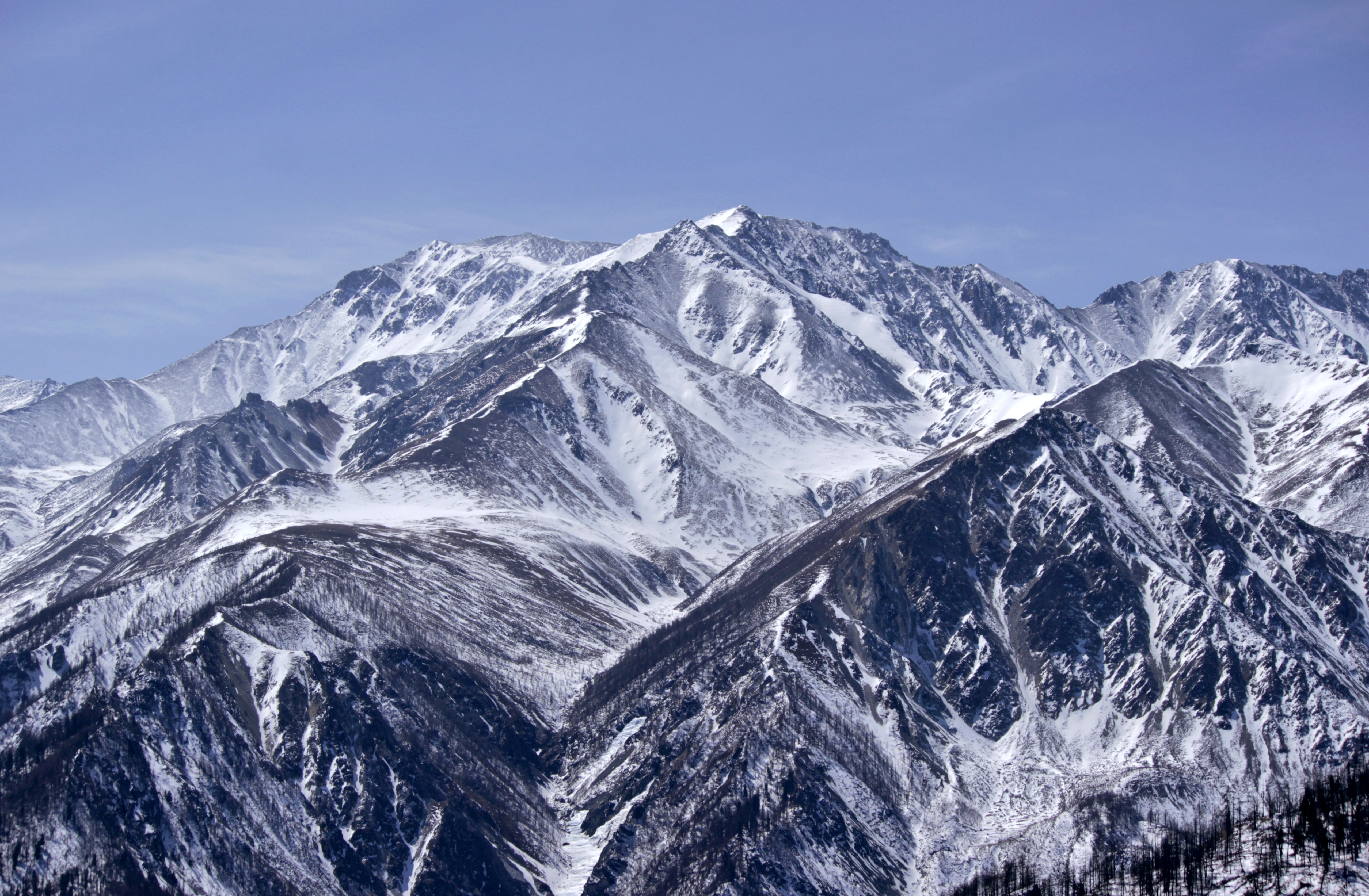
A view of Mount Monkh Saridag - Okinsky District, Nga
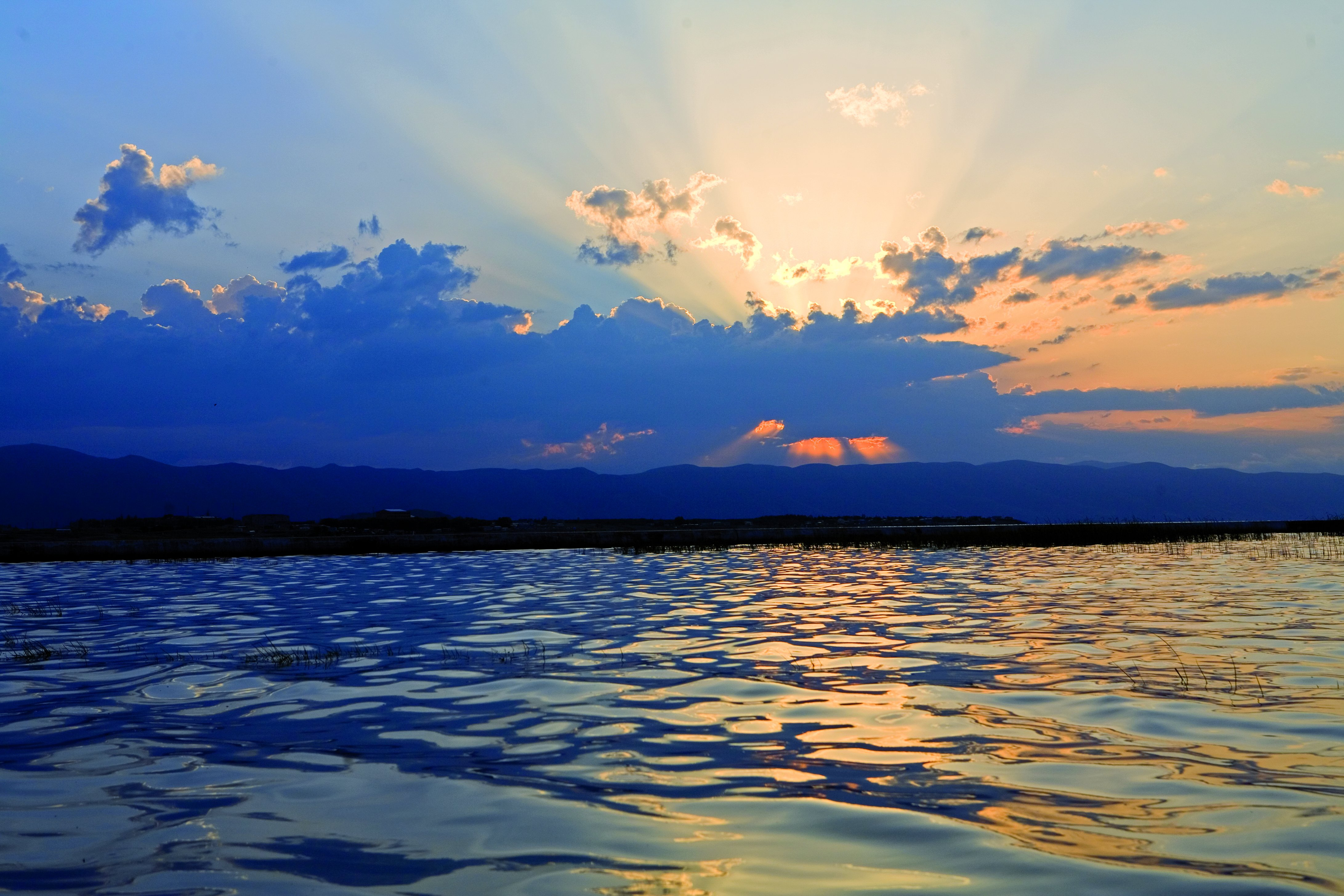
Hồ Ayger - Armenia
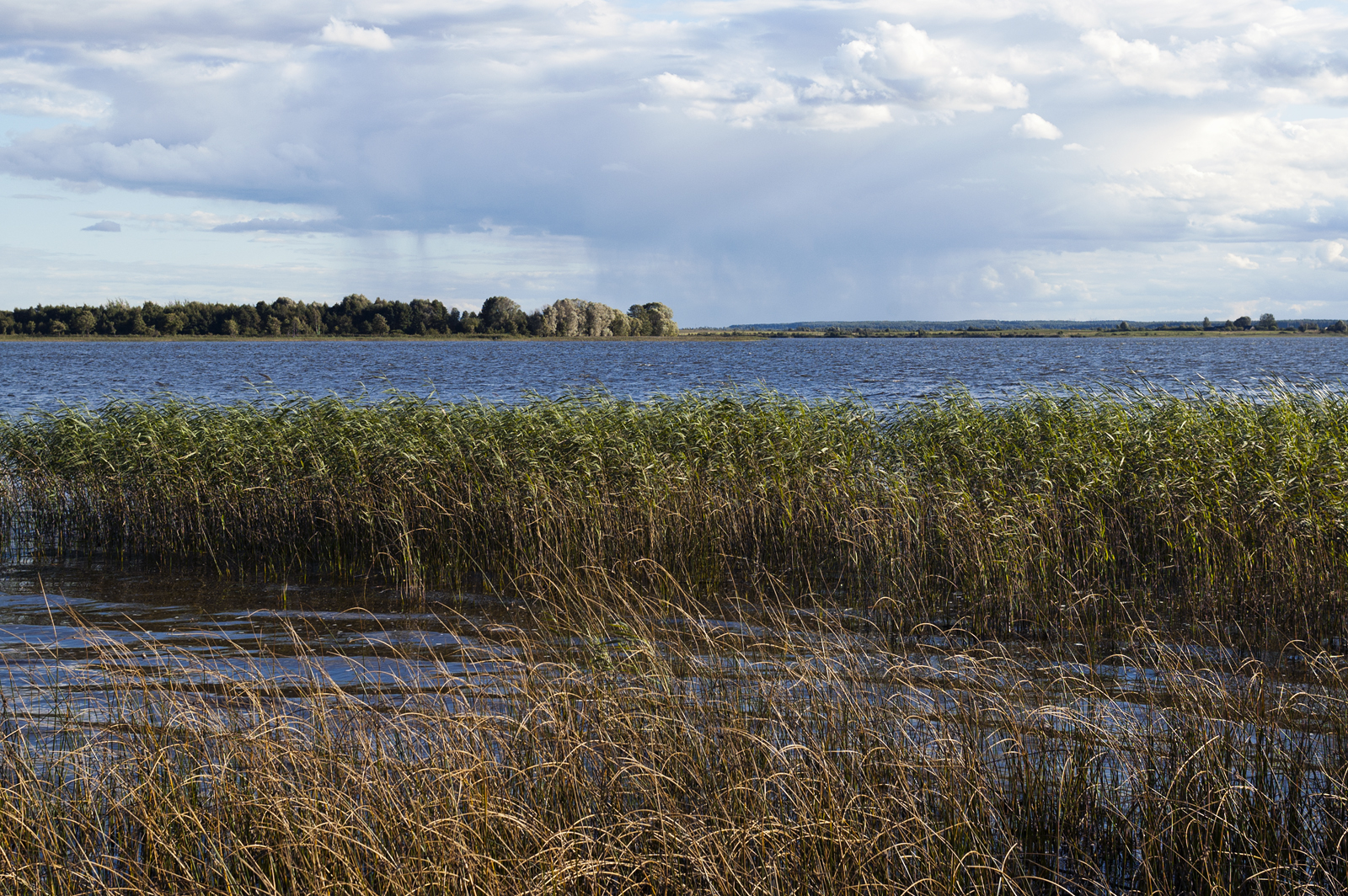
Hồ Servech - Belarus
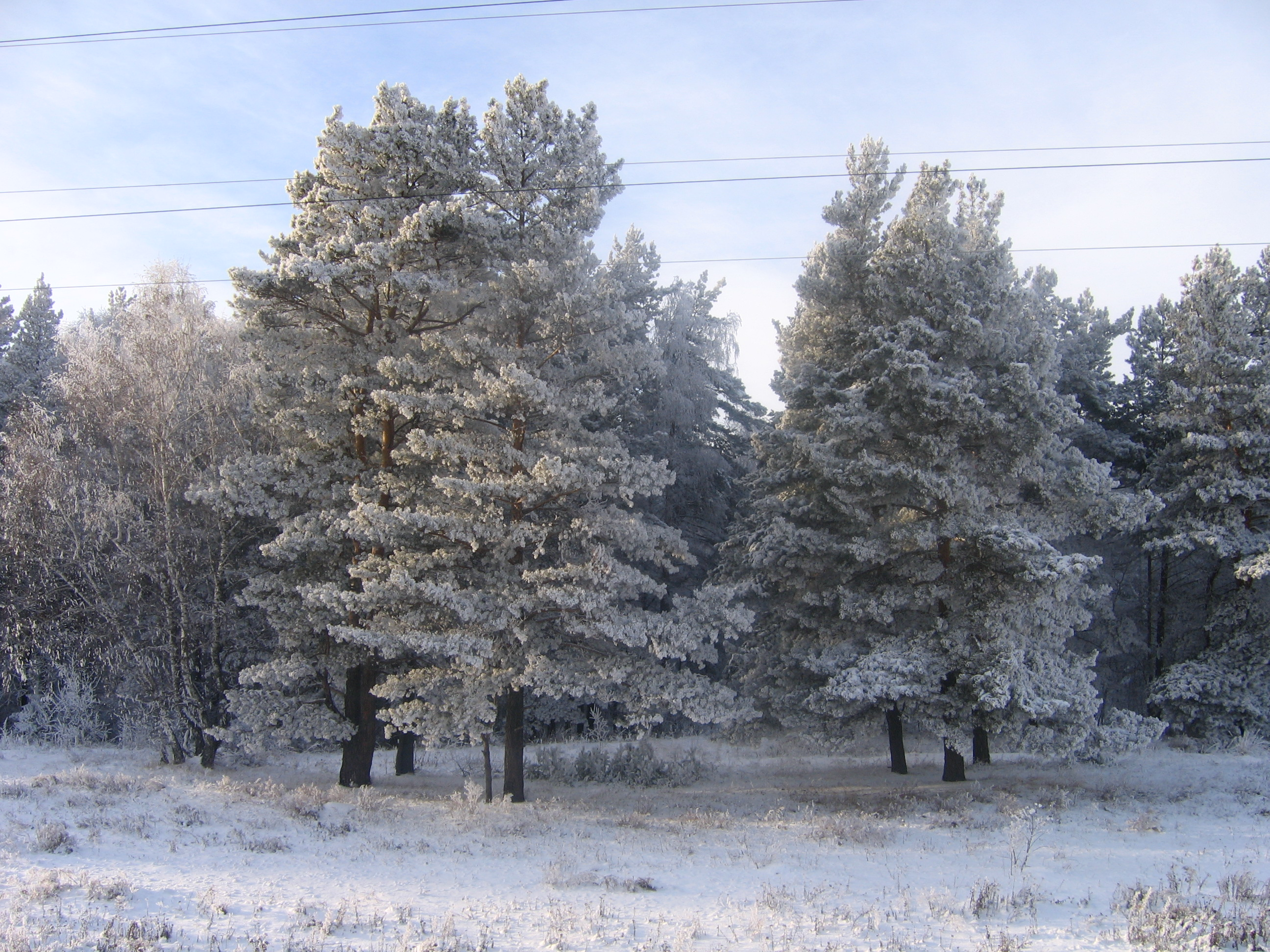
Mùa đông tại Cộng hòa Altai – Nga

## Thành viên
| Quốc gia   | Ngày gia nhập      | Ngày ký kết hiệp định |
| ---------- | ------------------ | --------------------- |
| Armenia    | 2 tháng 1 năm 2015 | 10 tháng 10 năm 2014  |
| Belarus    | 1 tháng 1 năm 2015 | 29 tháng 5 năm 2014   |
| Kazakhstan | 1 tháng 1 năm 2015 | 29 tháng 5 năm 2014   |
| Kyrgyzstan | 8 tháng 5 năm 2015 | 23 tháng 12 năm 2014  |
| Nga        | 1 tháng 1 năm 2015 | 29 tháng 5 năm 2014   |

Thành viên Liên minh Kinh tế Á Âu
Quan sát viên của Liên minh Kinh tế Á Âu
Các ứng cử viên khác

Hiệp định thành lập Liên minh Kinh tế Á Âu được ký chính thứ bởi ba nước thuộc Liên Xô cũ gồm: Belarus, Kazakhstan, và Nga. Armenia và Kyrgyzstan cũng đã ký vào hiệp định để gia nhập EEU lần lượt vào các ngày 9 tháng 10 và 23 tháng 12 năm 2014.

### Trường hợpUkraina
Vào tháng 8 năm 2013, Ukraina làm đơn xin làm quan sát viên của Liên minh Âu Á. Dưới quyền tổng thống Viktor Fedorovych Yanukovych chính phủ Ukraina lại định ký một hiệp ước chung với Liên minh châu Âu vào tháng 11 năm 2013. Những nhà quan sát cho là Ukraina sẽ thôi gia nhập Liên minh Âu Á. Tuy nhiên hiệp ước này không thành công, vì những quan điểm khác biệt về chính trị cũng như những khó khăn kinh tế hiện thời của Ukraina, trong khi Nga hứa sẽ cho Ukraina vay 15 tỷ USD. Chính phủ Ukraina sau đó tuyên bố sẽ làm việc chặt chẽ với Cộng đồng các Quốc gia Độc lập. Lời tuyên bố này dẫn tới những cuộc biểu tình Euromaidan và các vụ xô xát đổ máu tại Kiev, mà kết quả cuối cùng là quốc hội Ukraina phế truất tổng thống Viktor Fedorovych Yanukovych.
Chính quyền hiện nay ở Kiev từ bỏ tiến trình tham gia EAEU và tuyên bố chính sách hướng tới sự gia nhập EU.

### FTA
- Ai Cập[27][28]
- Việt Nam[29]

### Đang đàm phán FTA
- Indonesia
- Singapore

### Các nước quan tâm đến FTA với EAEU
- Trung Quốc[30]
- Liên minh châu Âu[31]
- Ấn Độ[32]
- Iran[33]
- Thổ Nhĩ Kỳ[30]
- Hàn Quốc[34]